# Szurajan
Szurajan – miejscowość w Syrii, w muhafazie Ar-Rakka, w dystrykcie Tall Abjad. W 2004 roku liczyła 1695 mieszkańców.